# Pomponne de Bellièvre

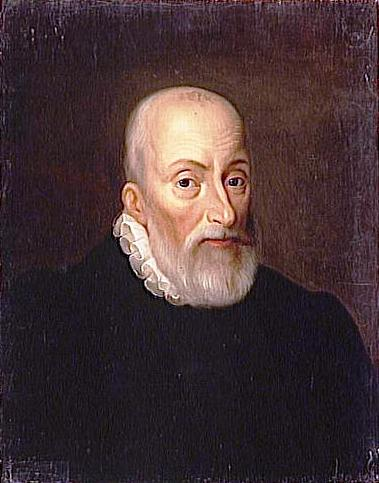
Pomponne de Bellièvre, Kanzler von Frankreich, Gemälde von Louise Adélaïde Desnos, Schloss Versailles, Kopie eines Gemäldes aus dem Schloss Beauregard

Pomponne de Bellièvre (auch Pompone de Bellièvre, * 1529 in Lyon; † 5., 7. oder 9. Dezember 1607 in Paris), Seigneur de Grignon, war ein französischer Staatsmann des 16. Jahrhunderts, der einer Familie aus Lyon angehörte.
Er wurde von König Heinrich III. zum Surintendant des Finances ernannt und war aufgrund seiner diplomatischen Fähigkeiten einer der wichtigsten Berater der Regierung. Im September 1588 wurde er entlassen und später von König Heinrich IV. wieder berufen. Im Jahr 1599 wurde er Kanzler.

## Leben
Pomponne de Bellièvre stammte aus einer Familie des Lyoner Patriziats und war der Sohn von Claude de Bellièvre (1487–1557), einem Rechtsanwalt, Ersten Präsidenten des Parlements von Grenoble (Dauphiné) und Louise Faye d’Espeisses.
Nach seinem Studium des Zivilrechts in Toulouse und Padua war er von 1554 bis 1559 Conseiller des Senats oder im Parlement von Chambery (Savoyen). Anschließend war er Lieutenant-général au Présidial (1560–1564) bzw. der Sénéchaussée de Lyon (1564–1570), 1568–1571 dann Président du Présidial de Lyon.

### Karl IX.
Karl IX. (regierte 1560 bis 1574) ernannte ihn mehrfach zum Botschafter in der Schweiz und in Graubünden, das erste Mal im August 1562, das zweite Mal im März 1566 (bis Januar 1571) und das dritte Mal am 11. November 1572 (bis März 1573), jetzt mit der Aufgabe, das Massaker der Bartholomäusnacht (August 1572) gegenüber den Eidgenossen zu rechtfertigen. Am 1. Juli 1570 machte er ihn zudem zum Conseiller d’État.

### Heinrich III.
1573 begleitete er den Herzog von Anjou, der gerade zum König von Polen gewählt worden war, in sein Reich und wurde dort Chef seines Rates, folgte ihm auch bei seiner Rückkehr nach Frankreich. 1574/75 wurde er zum Surintendant des Finances ernannt, von 1576 bis 1580 war gleichzeitig Président à mortier im Parlement de Paris. Aufgrund seines diplomatischen Geschicks und seiner Neutralität in religiösen Angelegenheiten wurde er in mehr als einem Dutzend Missionen eingesetzt, bei denen die Auseinandersetzungen zwischen Katholiken und Protestanten eine Rolle spielten, zumeist im Inland, z. B. zu Verhandlungen mit Heinrich von Navarra und dessen Hugenotten, dem Duc de Guise und dessen Katholischer Liga, sowie dem Herzog von Alençon, dem Bruder des Königs, und dessen niederländischen Verbündeten. Im Zuge dieser Missionen korrespondierte Bellievre ausgiebig mit Heinrich III. und besprach sie auch mit seinen Ministerkollegen, wobei er seinen Kollegen gegenüber oft offen sein Unbehagen an den Entscheidungen Heinrichs zum Ausdruck brachte. Gegenüber dem König selbst äußerte er seine Zweifel eher zurückhaltend. Im Jahr 1576 wurde er Johann Casimir von der Pfalz als Geisel gegeben, um die Ausführung des Edikts von Beaulieu zu garantieren. Auch versuchter er vergeblich, bei Königin Elisabeth I. die Begnadigung von Maria Stuart zu erwirken.
1582 kaufte er von Diane de Poitiers die Domäne Grignon, später die Domäne Buc.
Anlässlich der Versammlung der Generalstände entließ ihn Heinrich III. am 7. September 1588 abrupt und ersetzte ihn durch François d’O. Nach 34 Jahren treuer Dienste musste Bellièvre sich auf seine Güter zurückziehen, wurde aber noch im selben Jahr mit dem Amt des Surintendant de Justice et Finances de Lyon betraut.

### Heinrich IV.
Vom neuen König Heinrich IV. wurde der Surintendant Pomponne de Bellièvre im Juni 1594 beauftragte, die Unterwerfung der Stadt Lyon abzuschließen. Er gestaltete das Konsulat um, indem er die zwölf Konsuln durch vier Schöffen ersetzte, was dem König eine bessere Kontrolle der Kommunalwahlen ermöglichte. Zudem gelang es ihm, da er mit der allgemeinen Polizeigewalt betraut war, den Frieden angesichts der Bedrohung durch die letzten Truppen der Liga in Burgund, aufrechtzuerhalten.
Nach dem Tod von François d’O (24. Oktober 1594) beschloss Heinrich IV., das Amt des Surintendant des Finances durch einen Finanzrat zu ersetzen, der aus Pomponne de Bellièvre, Henri I. de Montmorency, Albert de Gondi, Gaspard de Schomberg, Jacques de la Grange-le-Roy, Pierre Forget de Fresnes, Philippe Hurault de Cheverny und Nicolas de Harlay de Sancy bestand. Dieser Finanzrat bestand bis 1598, als Heinrich IV. mit Sully einen neuen Surintendant berief.
Im Jahr 1598 verhandelten er und Nicolas Brûlart de Sillery den Frieden von Vervins mit Spanien.
Am 2. August 1599 wurde er als Nachfolger von Philippe Hurault de Cheverny zum Kanzler (und Siegelbewahrer) von Frankreich ernannt (er erhielt die Ernennung am 7. September 1599), ein Amt, das er bis zu seinem Tod innehatte. Allerdings wurde ihm aufgrund seines hohen Alters im Dezember 1604 Nicolas Brûlart de Sillery als Koadjutor an die Seite gestellt (der König hatte nicht das Recht, einen einmal ernannten Kanzler abzuberufen), im Jahr darauf musste er die königlichen Siegel abgeben.
Pomponne de Bellièvre starb im September 1607 und wurde in der Kirche Saint-Germain-l’Auxerrois bestattet.

## Ehe und Nachkommen
Pomponne de Bellièvre heiratete am 1. Februar 1569 Marie Prunier (* um 1547; † nach 1606), die um 1595 Dame de Grignon et de La Boissière-sous-Neauphle war, Tochter von Jean III. Prunier, Seigneur de Grignon, de Grigny et de Cuzieu, und Jeanne de Renouard. Ihre Kinder sind:
- Nicolas (* 1583; † 8. Juli 1650 in Paris), Chevalier, Seigneur de Grignon et de Neauphle-le-Château, Conseiller au Parlement de Paris, 1602 Maître des requêtes, 1612 Procureur général, 4617 Président à mortier du Parlement de Paris, trat 1642 zugunsten seines Sohnes zurück und wurde Conseiller d’État und schließlich Dekan des Staatsrates; ⚭ 1605 Claude Brûlart de Sillery, Tochter von Nicolas Brûlart de Sillery und Marie Luillier – die Eltern von Pomponne II. de Bellièvre (1605–1657), Erster Präsident des Parlements von Paris (1651–1657) als Nachfolger von Mathieu Molé
- Albert († 1621), 1594 Abt von Jouy, 1599 bis 1604 Erzbischof von Lyon, trat zugunsten seines Bruders zurück
- Claude († 26. April 1612[7]), 1604 bis 1612 Erzbischof von Lyon
- Marie († 1. Dezember 1642); ⚭ 26. November 1599 Robert Le Roux, Seigneur de Tilly, de Becdal, de Villettes et du Mesnil-Jourdain (* 1572; † 24. Mai 1638) Président des requêtes (1601–1611), Conseiller au Parlement de Rouen (1611–1636)
- Marguerite; ⚭ 16. Februar 1604 Laurent Prunier, Seigneur de Saint-André et de Virieu (* 25. April 1579; † 29. Oktober 1650), Premier Président du Parlement de Dauphiné in Grenoble
- Hélène; ⚭ (1) um 1586 Claude Prevost, Seigneur de Saint-Cyr († 8. Dezember 1590 in Mantes), Conseiller au Parlement, dann Maître des requêtes (1585–1590); ⚭ (2) 1597 Eustache de Refuge, Seigneur de Précy et de Courcelles (* 1564; † 1617), Conseiller au Parlement de Paris (1592–1600), Maître des requêtes (1600–1617), Botschafter in der Schweiz, den Niederlanden und Flandern, Sohn von Jean de Refuge und Marie Bathélémy
- Louise; ⚭ Charles de Meneau, um 1601 Seigneur de Villiers-Cul-de-Sac, de Vic, de Chateron (um 1611), de Mareil-Le-Guyon et de Chienchiant (um 1612), Sohn von François de Meneau, Seigneur du Pontel et der Villiers-Cul-de-Sac (1564)
- Denise, Dame de La Salle; ⚭ 1596 Arthus Henri, Chevalier, Baron de Retourtour, Seigneur de La Salle, d’Escoussieu, de Cuzieu, de Bourgoing, de Jarnioux, de Trévoux, des Vaux et de Quincieu († vor 1617), Trésorier de France en la Généralité d’Auvergne, Prévôt des Marchands de la Ville de Lyon (1604), Sohn von Henri Henri und Claudine Prunier
- Catherine; ⚭ 1607 Jean Aubéry, Seigneur de Trilport (* 1573; † 1648), Conseiller au Grand Conseil, Maître des requêtes (1607), Maître des requêtes honoraire (1621), Conseiller d’État ordinaire
- Madeleine, geistlich in Poissy
- Marguerite und Catherine († ledig)
- Anne, geistlich in Chelles
- Isabelle

## Werke
- Mémoires de Bellièvre et de Silleri, contenant un journal concernant la négociation de la paix traitée à Vervins, l’an 1598
- Advis aux François sur la declaration faicte par le Roy, en l’Église S. Denys en France, le XXV jour de juillet, 1593